# John Kerr (Physiker)

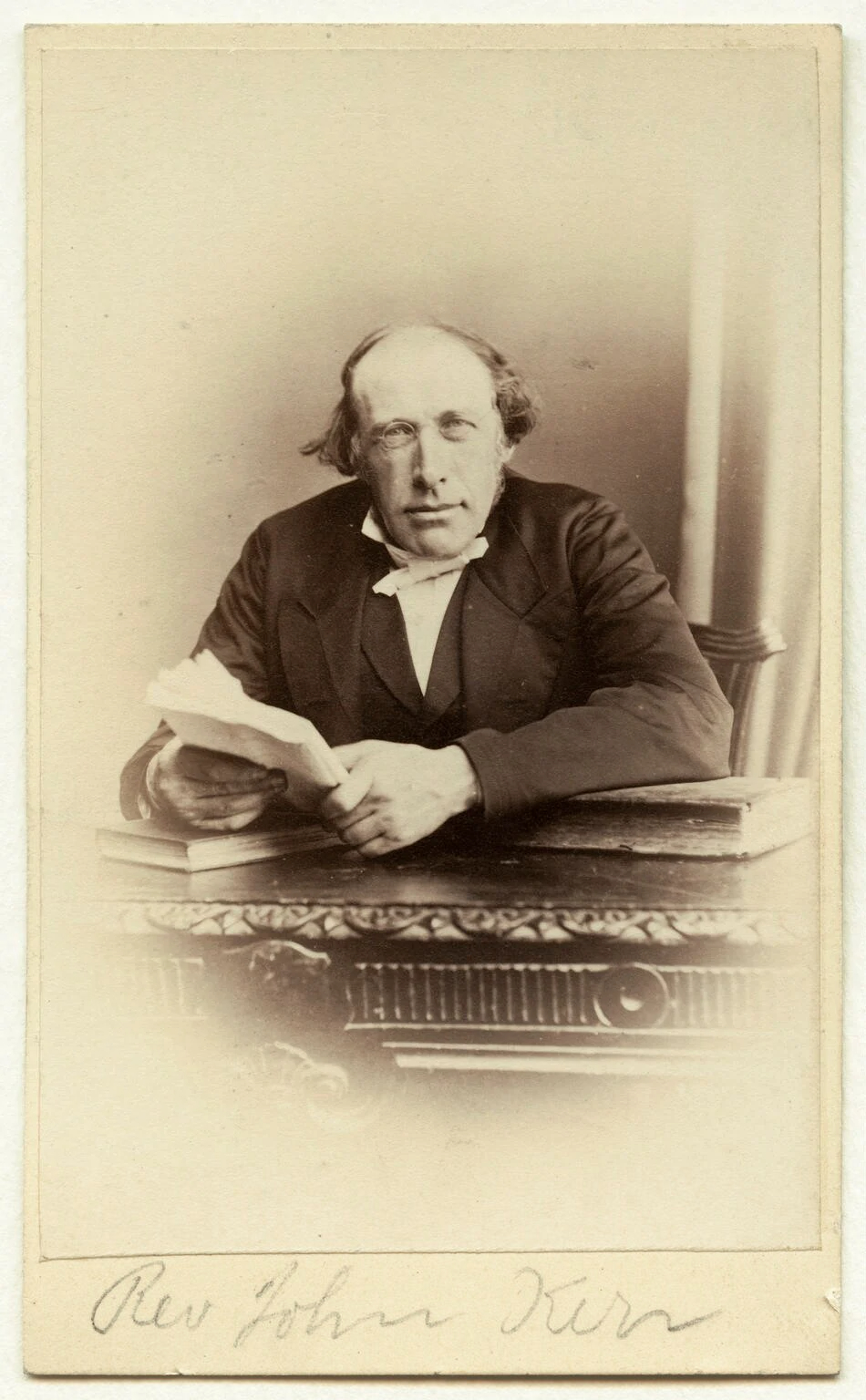
John Kerr, c. 1860

John Kerr (* 17. Dezember 1824 in Ardrossan, North Ayrshire; † 18. August 1907 in Glasgow) war ein schottischer Physiker.

## Leben und Wirken
Seine Eltern waren der Landwirt Thomas Kerr (* 1780) und Mary (geborene Millar), und John war das zweitjüngste Kind der Familie. Am 20. September 1849 heiratete er Marion Balfour (1820–1891), mit der er acht Kinder hatte.
1857 wurde er Mathematiklehrer in Glasgow. 1875 entdeckte er eine Änderung des Brechungsindex, die durch das Anlegen eines elektrischen Feldes an bestimmte Materialien hervorgerufen wird (elektrooptischer Kerr-Effekt).
1876 entdeckte er die Drehung der Polarisationsebene des Lichts, das an ferromagnetischen Metalloberflächen reflektiert wird. Dies wird heute als magnetooptischer Kerr-Effekt bezeichnet.
Auf der Grundlage des elektrooptischen Kerr-Effekts entwickelte er die Kerr-Zelle.